# 星野八千穂
星野 八千穂（ほしの やちほ、1980年5月8日 - ）は、長野県出身の元プロ野球選手（投手）。右投右打。2023年から北海道日本ハムファイターズの広報を務める。

## 経歴
丸子実業高時代は、3年時の春に不祥事が発覚し、大会出場辞退という経験を味わった。夏の大会の1回戦で長野商業高に敗れた。
高校卒業後に社会人野球を目指したが、セレクションで落選し、当時野球部を強化して間もない岐阜聖徳学園大学に入学。同期である衣川篤史とバッテリーを組み、大学3年時に全日本大学野球選手権大会に出場し、2回戦で敗退。4年時には同大会と明治神宮野球大会に出場、神宮大会では先発したがともに1回戦で敗れた。
大学卒業後は、社会人野球のJR北海道に入団。3年目の2005年、冬場のウエートトレーニングや投球フォームの改造により球速が上がり、エースとしてチームを7年ぶりの都市対抗野球大会に導いた。同年のプロ野球ドラフト会議で、北海道日本ハムファイターズから大学生・社会人ドラフト7巡目指名を受け入団。日本ハムの北海道移転後、初の道内社会人野球出身選手である。
2006年、2007年は、二軍でも目立った成績を残せなかったが、シュートを習得した2008年にプロ3年目にして初の開幕一軍登録され、開幕2戦目でプロ初登板、4月22日のオリックス戦でプロ初勝利、これはチーム移転後初の北海道関係選手による勝利であった。防御率は、やや安定せず4点台だったが、23試合に登板した。
2009年、一軍公式戦への登板機会がないまま、10月2日付で球団から戦力外通告を受けた。これを機に、現役を引退し打撃投手へ転身した。
2014年からは、二軍マネジャーを務める。2023年からは、チーム管理部チーム広報に転身した。2025年からは、ファーム渉外担当兼務となる。

## 詳細情報

### 年度別投手成績
| 年 度     | 球 団     | 登 板 | 先 発 | 完 投 | 完 封 | 無 四 球 | 勝 利 | 敗 戦 | セ 丨 ブ | ホ 丨 ル ド | 勝 率 | 打 者 | 投 球 回 | 被 安 打 | 被 本 塁 打 | 与 四 球 | 敬 遠 | 与 死 球 | 奪 三 振 | 暴 投 | ボ 丨 ク | 失 点 | 自 責 点 | 防 御 率 | W H I P |
| --------- | --------- | ----- | ----- | ----- | ----- | -------- | ----- | ----- | -------- | ----------- | ----- | ----- | -------- | -------- | ----------- | -------- | ----- | -------- | -------- | ----- | -------- | ----- | -------- | -------- | ------- |
| 2008      | 日本ハム  | 23    | 0     | 0     | 0     | 0        | 2     | 1     | 0        | 3           | .667  | 107   | 23.2     | 31       | 5           | 6        | 0     | 1        | 11       | 0     | 0        | 17    | 13       | 4.94     | 1.56    |
| 通算：1年 | 通算：1年 | 23    | 0     | 0     | 0     | 0        | 2     | 1     | 0        | 3           | .667  | 107   | 23.2     | 31       | 5           | 6        | 0     | 1        | 11       | 0     | 0        | 17    | 13       | 4.94     | 1.56    |

### 記録
- 初登板：2008年3月22日、対千葉ロッテマリーンズ2回戦（札幌ドーム）、8回表に3番手で救援登板・完了、2回無失点
- 初奪三振：2008年3月26日、対埼玉西武ライオンズ2回戦（札幌ドーム）、9回表無死に赤田将吾から見逃し三振
- 初ホールド：2008年4月4日、対オリックス・バファローズ1回戦（京セラドーム大阪）、7回裏に2番手で救援登板、2/3回1失点
- 初勝利：2008年4月22日、対オリックス・バファローズ4回戦（札幌ドーム）、7回表2死に2番手で救援登板、1/3回無失点

### 背番号
- 43 （2006年 - 2009年）